# Журнал політики
Журнал політики( ориг.The Journal of Politics) — це рецензований академічний журнал з політології, заснований у 1939 році та щоквартально (лютий, травень, серпень і листопад) видається видавництвом Чиказького університету від імені Південної асоціації політичних наук .
За даними JCR ( Journal Citation Reports ), імпакт-фактор журналу 2015 року склав 1,840, що ставить його на 24 місце серед 163 журналів у категорії «Політичні науки». 

## Дивись також
- [./Https://en.wikipedia.org/wiki/List_of_political_science_journals Список політологічних журналів]

## Зовнішні посилання
- Офіційний сайт
- Online Access